# Buchwertverfahren
Das Buchwertverfahren ist eine betriebswirtschaftliche Methode zur Erfassung der Wertminderung eines Gutes. Sie ist ein Sonderfall der geometrisch-degressiven Abschreibung. Bei dieser vermindert sich die
Wertabnahme um einen gleichbleibenden Abschreibungsfaktor auf den Restbuchwert der Vorperiode.

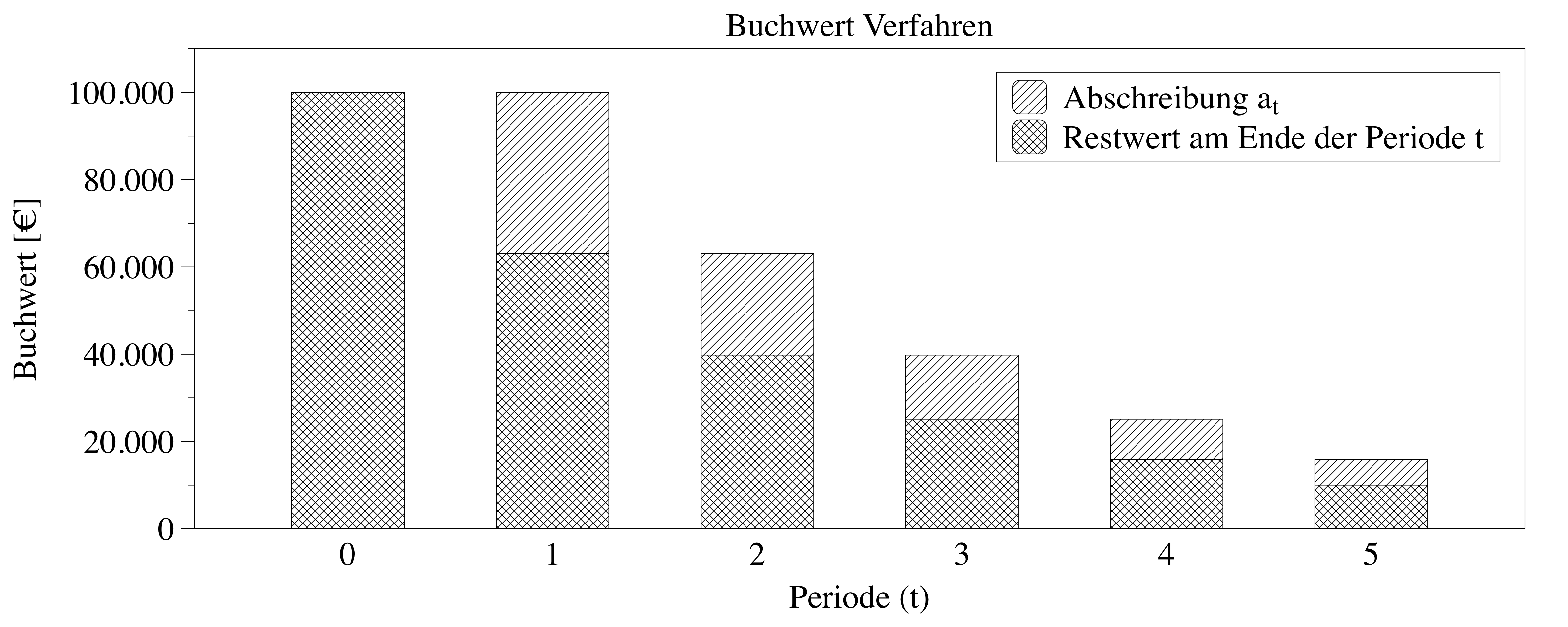
Grafik zur Abschreibung des Buchwertverfahrens

## Berechnung
Formel zur Berechnung des Abschreibungsbetrages {\displaystyle a_{t}} einer Periode:
{\displaystyle a_{t}={\biggl (}1-{\sqrt[{T}]{\dfrac {R_{T}}{A}}}{\biggl )}\cdot R_{t-1}\quad \Leftrightarrow \quad a_{t}=p\cdot R_{t-1}}
{\displaystyle p=1-{\sqrt[{T}]{\dfrac {R_{T}}{A}}}}

Formel zur Berechnung des Buchwertes {\displaystyle R_{t}} einer Periode:
{\displaystyle R_{t}={\biggl (}{\dfrac {R_{t}}{R_{t-1}}}{\biggl )}\cdot R_{t-1}\quad \Leftrightarrow \quad R_{t}=\alpha \cdot R_{t-1}}
{\displaystyle \alpha ={\dfrac {R_{t}}{R_{t-1}}}\quad \Leftrightarrow \quad {\sqrt[{T}]{\dfrac {R_{T}}{A}}}}
{\displaystyle A} = Anschaffungskosten
{\displaystyle R_{T}} = Restwert
{\displaystyle R_{t}} = Buchwert zum Ende der Periode {\displaystyle t}
{\displaystyle a_{t}} = Abschreibungsbetrag
{\displaystyle p} = Jährliche Minderung des Abschreibungsbetrages
{\displaystyle \alpha } = Jährliche Minderung des Restbuchwertes
{\displaystyle T} = Zeitraum
{\displaystyle t} = Periode

### Beispiel
Eine Maschine mit dem Wert von 100.000 € soll über einen Zeitraum von 5 Jahren abgeschrieben werden. Der Restwert nach Ablauf der letzten Abschreibungsperiode beträgt 10.000 €
Der Degressionsbetrag von  {\displaystyle p} ergibt sich wie folgt:
Es gilt: {\displaystyle p=1-{\sqrt[{T}]{\dfrac {R_{T}}{A}}}}
{\displaystyle p=1-{\sqrt[{5}]{\dfrac {10.000}{100.000}}}\approx 0{,}3690427}

Daraus ergeben sich die Abschreibungsbeträge {\displaystyle a_{t}} jeweils wie folgt:
Es gilt: {\displaystyle a_{t}=p*R_{t-1}}
{\displaystyle a_{1}=p*R_{0}=0{,}3690427*100.000\approx 36.904{,}27}
{\displaystyle a_{2}=p*(R_{1}-R_{0})=0{,}3690427*63.095{,}7344480193\approx 23.285{,}02}
{\displaystyle a_{3}\approx 14.691{,}85}
{\displaystyle a_{4}\approx 9.269{,}93}
{\displaystyle a_{5}\approx 5.848{,}93}

Der Degressionsbetrag von {\displaystyle \alpha } ergibt sich wie folgt:
Es gilt: {\displaystyle \alpha ={\dfrac {R_{t}}{R_{t-1}}}}
{\displaystyle \alpha ={\dfrac {R_{1}}{R_{0}}}\Leftrightarrow {\dfrac {R_{0}-a_{1}}{R_{0}}}={\dfrac {100.000-36.904{,}27}{100.000}}=0{,}6309573}

Es gilt: {\displaystyle R_{t}=\alpha *R_{t-1}}
{\displaystyle R_{1}=0{,}6309573*100.000=63.095{,}73}
{\displaystyle R_{2}\approx 39.810{,}72}
{\displaystyle R_{3}\approx 25.118{,}86}
{\displaystyle R_{4}\approx 15.848{,}93}
{\displaystyle R_{5}\approx 10.000}

Der Abschreibungsplan stellt sich dann folgendermaßen dar:
| Periode | Abschreibungsbetrag {\displaystyle a_{t}} | Buchwert {\displaystyle R_{t}} |
| t=0     |                                           | 100.000 €                      |
| t=1     | 36.904,27 €                               | 63.095,73 €                    |
| t=2     | 23.285,02 €                               | 39.810,72 €                    |
| t=3     | 14.691,85 €                               | 25.118,86 €                    |
| t=4     | 9.269,93 €                                | 15.848,93 €                    |
| t=5     | 5.848,93 €                                | 10.000 €                       |